# Ampelocera glabra
Ampelocera glabra är en hampväxtart som beskrevs av João Geraldo Kuhlmann. Ampelocera glabra ingår i släktet Ampelocera och familjen hampväxter. Inga underarter finns listade i Catalogue of Life.